# Rhinotyphlops
Rhinotyphlops – rodzaj węży z podrodziny Afrotyphlopinae w rodzinie ślepuchowatych (Typhlopidae).

## Zasięg występowania
Rodzaj obejmuje gatunki występujące w Afryce (Somalia, Etiopia, Kenia, Tanzania, Namibia, Botswana, Zimbabwe, Mozambik, Eswatini, Lesotho i Południowa Afryka). 

## Systematyka

### Etymologia
- Rhinotyphlops: gr. ῥις rhis, ῥινος rhinos „nos, pysk”[7]; τυφλωψ tuphlōps, τυφλωπος tuphlōpos „ślepy wąż”[8].
- Onychocephalus: gr. ονυξ onux, ονυχος onukhos „pazur, paznokieć”[9]; κεφαλη  kephalē „głowa”[10]. Gatunek typowy: Typhlops lalandei Schlegel, 1839.
- Onychophis: gr. ονυξ onux, ονυχος onukhos „pazur, paznokieć”[9]; οφις ophis, οφεως opheōs „wąż”[9]. Gatunek typowy: Onychopsis franklinii J.E. Gray, 1845 (= Typhlops lalandei Schlegel, 1839).

### Podział systematyczny
Do rodzaju należą następujące gatunki: 
- Rhinotyphlops ataeniatus (Boulenger, 1912)
- Rhinotyphlops boylei (FitzSimons, 1932)
- Rhinotyphlops lalandei (Schlegel, 1839)
- Rhinotyphlops leucocephalus (Parker, 1930)
- Rhinotyphlops schinzi (Boettger, 1887)
- Rhinotyphlops scorteccii (Gans & Laurent, 1965)
- Rhinotyphlops unitaeniatus (Peters, 1878)